# Свара
Свара (сварка) е хазартна игра, която се играе със стандартно тесте 32 карти – от седмица до асо (както при Бридж-белот). Минималният брой играчи е 2, а максималният 10. Може да се смята, че тази игра е част от субкултурата в българските училища.

## Сила на картите
Всяка карта има числена стойност:
| Карта | Точки |
| ----- | ----- |
| Асо   | 11    |
| Поп   | 10    |
| Дама  | 10    |
| Вале  | 10    |
| Десет | 10    |
| Девет | 9     |
| Осем  | 8     |
| Седем | 7     |

Картата 7 спатия (така наречения „Цецо Йончев – Чечак, Зико, Шпока, Чотора“) има специално значение. Комбинира се с други карти.

## Раздаване
На всеки играч се раздават по 3 карти, с лице надолу. Картите се раздават по една, в посока обратно на часовниковата стрелка.

## Печеливши комбинации
Резултатът от трите карти, раздадени на всеки играч, се пресмята на базата на комбинации в които участват трите му карти. Целта на играта е да се съберат силните карти и общият им сбор да е по-голям от този на другите играчи. Раздаването се печели на база умението за блъфиране и наддаване. Силната ръка помага, но уменията за блъфиране са много по-важни.
Основни комбинации
•	Три еднакви карти са комбинация, носеща толкова точки, колкото е водещата карта. Например, три осмици носят 24 бройки (3 х 8 = 24), а три дами носят 30 бройки (3 х 10 = 30) и т.н.
•	Ако картите не са от един и същи вид, то не може да се комбинират. Само ако са от един цвят може да се комбинират.
Специални комбинации
•	Асата се комбинират по между си, без значение от цвета. Тоест, две аса и карта, която не съвпада по цвят с някое от асата (или е 7♣), ще носят 22 точки.
•	Ако трите карти включват 7♣, то това позволява комбинация с всички останали карти, независимо от цвета и бройката.
Примери:
•	7♥, 9♦ и 9♣ (9 бройки) това е най-слабата ръка – или трябва да бягате, или да блъфирате (въпрос на избор).
•	10♠, 10♦ и A♣ (11 бройки) – това са три карти от различни бои, като най-силната е асо спатия, за това резултатът е 11 бройки;
•	J♠, Q♥ и 10♣ (10 бройки) – в този случай боите са различни като картите са с еднаква стойност по точки (10);
•	K♥, 9♥ и Q♣ (19 бройки) – сборът от картите с еднаква боя (поп и девет) носи 19 бройки, с дамата не може да се направи комбинация, защото е от друга боя;
•	А♠, А♥ и 10♣ (22 бройки) – асата се комбинират сами със себе си, независимо от цвета на картите и в случая носят 22 бройки. В останалите случаи, когато са от една и съща боя, например асо и поп пика, носят 21 бройки;
•	8♠, А♦ и 7♣ (22 бройки) – в този случай чечака, в ролята на жокер, се комбинира с най-силната карта, асото, и носи 22 бройки. Осмицата остава настрана, защото не е от боята на силната карта;
•	10♥, 9♥ и J♥ (29 бройки) – когато картите са от една боя тяхната числена стойност се събира и за това се получават 29 бройки;
•	Q♣, Q♥ и Q♦ (30 бройки) – тази комбинация показва, че при еднаквите карти сборът им носи 30 бройки;
•	7♣, K♥ и K♦ (31 бройки) – 2 х 10 от поповете и 11 от чечака;
•	7♣, А♥ и K♥ (32 бройки) – 2 х 11 от асото и чечака, и 10 от попа.
•	7♣, 7♥ и 7♦ (34 бройки) – идеята на чечака е емоционална. Той се използва във всяка игра и е най-силната карта. Три седмици правят 34 бройки. Това е най-силната ръка в Сварката.
•	A♣, A♥ и A|♦ (33 бройки) – това вече е лично щастие, независимо дали е с чечак или самостоятелно.

## I етап
Първото раздаване на картите за игра се определя по случаен принцип. Раздаващият играч се отбелязва с бутон, а следващият играч, по посока на часовниковата стрелка, получава първи карта и играе първи.
В края на всяка ръка бутонът се мести по посока на часовниковата стрелка и отива при играча, който е спечелил раздаването.

## II етап
Сварката е игра, в която има общ „пот“, който се състои от залозите на играчите. Потът се печели от играча с най-добрата ръка или от онзи, който заложи и никой не му плати. Всяко раздаване в играта на Сварка започва със залог (или вход), който се дава автоматично от всички играчи. Входът е фиксиран, в зависимост от стойността на масата на която е играча.
Има три вида залагания – обикновено (така наречен вход), тъмно и светло. 
Залагането започва от играча след бутона, който е на ход и определя какъв ще бъде залогът.

## Залагане на тъмно
Залагането на тъмно е залагане без да се видят картите.
•	преди да си види картите, първият играч (вляво от раздаващия), има право да заложи определена сума на тъмно; 
• всеки следващ (вляво от него) има право да притъмнява, което значи двойно, тройно или четворно залагане на всеки следващ играч;
•	ако някой от играчите вляво от залагащия на тъмно не удвои залога, следващият след него няма право да залага на тъмно и така играта продължава; 
•	залагането на тъмно не е задължително.
След раздаването на картите играчите поглеждат своите карти и правят залози по реда на получаване на картите.
Ако има заложена сума на тъмно, първият по ред залагащ е длъжен да заложи двойно или по-голяма сума от заложената на тъмно, а всеки следващ играч, ако иска да продължи, трябва да плати залога на предишния играч или да се откаже.
Ако заложилият на тъмно играч иска да участва в играта и да види картите на другите, които са платили и/или повишили неговия залог, заложилият на тъмно трябва да доплати разликата до пълния размер на залога на играещите (или да го повиши).
Ако има заложена сума на тъмно и никой не заложи двойно, играта печели този, който последен е заложил на тъмно. 
Ако последният играч плати залога на предишния, играта се затваря и се гледат картите. Няма право да се вдига вече залогът и се отварят картите.
Ако последният играч избяга (т.е. не плаща залога), първият може да го вдигне и така докато не му бъде платено. 
Залагането не е задължително, но играчът, който откаже да залага, губи. 
Раздаващият картите залага последен.
Ако всички останали играчи откажат да залагат, потът остава за раздаващия картите.
Играчът с най-много точки печели всички заложени пари и раздава картите за следващата игра.

## Залагане на светло
Това е залагане, при което един или повече играчи са останали с малко пари и не могат да влязат да играят на масата. Тогава те казват, че залагат на светло. Раздаващият картите обръща техните карти и независимо от реда не може да се залага на тъмно. Входът е само минималният на масата и никой няма право да залага, ако има по-малък брой от ръката на играещия на светло. Ако имат по-голям брой имат право да залагат, колкото пъти преценят. В противен случай, ако нямат по-силна карта от играча на светло, той прибира залога. Няма ограничение в залагането на светло. 

## Сварка
Ако двама или повече играчи имат равен брой точки в едно раздаване настъпва сварка. Залогът, който е направен до този момент, остава на масата за да може да се определи входът на другите играчи. Играчите, които са направили сварка остават в играта и те не плащат допълнителен вход. След което се прави ново раздаване, за да се определи победител. 
Всеки останал играч на масата има право да се включи в сварката, след като заплати определен вход.
Когато сварката е направена от двама души сумата на пота се разделя на две, когато е от трима потът се разделя на три, когато е от четирима потът се разделя на четири и т.н. Това е входната такса за всеки един участник на масата, който не е направил сварка. 
Останалите правила за залагания в сварката са същите като при обикновените залагания.